# ميخائيل كونولي (لاعب كرة قدم)
ميخائيل كونولي (بالإنجليزية: Michael Connolly)‏ هو لاعب كرة قدم أيرلندي، ولد في 1922، وتوفي في 17 يوليو 2002. لعب مع نادي بوهيميان.